# Lobocleta germana
Lobocleta germana är en fjärilsart som beskrevs av W. Warren 1900. Lobocleta germana ingår i släktet Lobocleta och familjen mätare. Inga underarter finns listade i Catalogue of Life.